# 株式
株式（かぶしき）とは、株式会社の構成員（社員＝株主）としての地位（社員権）や権利のことである（通説）。

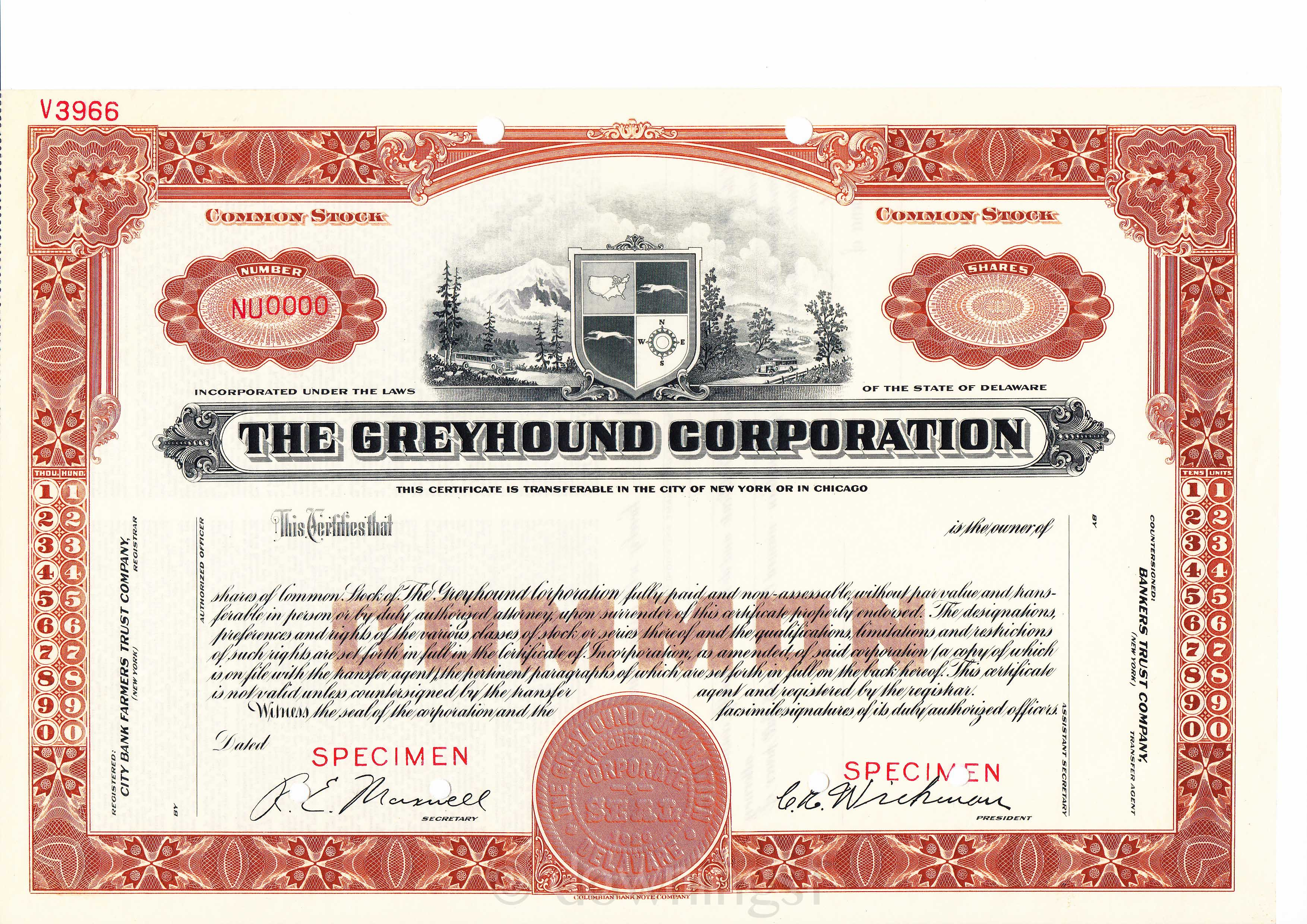
1936年に発行された米国グレイハウンド・ラインズの株式を保有する権利を与える株券

「株式」という日本語は、独占営業の権を許された集団の成員という意味の「株」と、中世における土地収益権を意味する「式（職）」という語に、その沿革を有する。
英語では見方により呼称が異なる。証券としてはストック（英：stock）、資本としてはキャピタル（英：capital）といい、株式会社等の自己資本はエクイティ（英：equity）という。

## 概説

### 法的地位
通説である社員権説では、株式は株式会社の構成員（社員＝株主）としての地位（社員権）をいうとされている。株式会社の所有と経営の分離や株式の債権化に伴い、社員権否認説、株式債権説、株式会社財団説なども唱えられているが、共益権を事実上行使しない株主であっても株式そのものが変質しているわけではないとの指摘がある。
株式を表章する有価証券が発行されることがあり、これを株券という。
世界初の株式会社は1602年に設立されたオランダ東インド会社といわれている。株式は会社に対する権利全体を均等に分けるとともに、多額の出資を行った者には複数の株式の所有を認めることで、権利関係の処理の簡便化と流通の利便を図り大規模な事業での資本の調達を可能にする点に特質がある。
持分均一主義
株式は均一な大きさに分けられた割合的単位となっていることを持分均一主義という。株主が所有する株式を勝手に細分化することはできない（一株を数人で共有することはできる）。
持分複数主義
各株主が複数の株式を所有できることを持分複数主義という。
例えば日本の会社の形態には株式会社と持分会社があるが、持分会社における社員権である持分は、各社員の出資額などに応じて不均一な形態をとり得るのに対して、株式は、種類ごとに均一に細分化された割合的な構成単位をとる点に特徴がある。ただし、額面株式（一株の価値が券面額等で表示されている株式）を採用している制度では必ずしも持分均一主義をとらなければならないわけではなく、ドイツでは持分不均一主義がとられている。
もともと株式には額面株式しかなく株式の金額は資本の構成分子を意味したが無額面株式の登場により大きく変容している。無額面株式はアメリカのニューヨーク州で初めて発行が認められた。日本の現行の会社法は無額面株式のみとしており、資本と株式の相関関係は失われ（資本と株式の関係の切断）、株式に資本の構成単位としての意味はなくなっている。

### 経済的地位
株式会社は、事業で得た利益の一部を原則として出資比率に応じて配当という形で株主に分配する。事業が赤字の場合には無配になる可能性がある。また、廃業したり、経営が破綻して倒産した場合には株式の価値がゼロになることもある。しかし、株主の責任は有限責任であり、会社に多額の債務が残っても株主は出資額以上の損失を被ることはない。一方で、会社を解散した場合、債務をすべて履行してなお資産が残れば、その資産の所有権は株主にあり、原則として出資比率に応じて分配する。
株式の売買取引の際に付けられる価格が株価である。株式の所有によって得られる利益（配当等）を配当収益（インカムゲイン）といい、株式の売買によって得られる利益を売買収益（キャピタルゲイン）という。

## 株式の内容と種類

### 株式の態様

#### 記名株式・無記名株式
会社に対して権利を行使する際に株主名簿上に株式を取得した者の氏名や住所を記載することを要する株式を記名株式、このような記載を必要としない株式（株券の提供・供託や口座簿の振替によらさるもの）を無記名株式という。
日本では2004年の法改正まで株式会社は株券の発行が義務づけられており、1990年以前は記名株式と無記名株式の両方があったがいずれも株券の交付だけで株式の譲渡は可能とされていた。日本の現行法では株券は発行しないことが原則となっており（会社法第214条）、会社と株主の関係は株券の発行の有無を問わず株主名簿の記録によって決することとしており全て記名株式である（会社法第130条）。振替株式については株主名簿の名義書換に関する会社法の特例を定める社債、株式等の振替に関する法律の適用を受ける。なお、日本の会社法では株券を発行している会社でも株式の譲渡に裏書は必要とされておらず、株券上には株主の氏名や住所は記載されない。
ドイツには株主名簿制度がなく無記名株式であり、フランスでも無記名株式である。

#### 額面株式・無額面株式
定款に1株の金額（券面額）の記載があり、それが株券に表示されてある株式を額面株式といい、株券に券面額の記載がない株式を無額面株式という。無額面株式は1915年にニューヨーク州が初めて発行を認めた。
額面株式とともに無額面株式を認めている国にはドイツやフランスがある。
日本では1899年の商法で額面株式のみを認め、1950年の改正商法で無額面株式を導入した。2001年の改正商法により日本では額面株式を完全に廃止して無額面株式に一本化したが、これは主要国では他に例をみない。
一方、イギリスでは特殊な企業形態を除いて無額面株式を発行することは認められていない。

#### 優先株・劣後株・普通株
会社の利益の配当や残余財産の分配に際して普通株に優先する株式を優先株、普通株に劣後する株式を劣後株（後配株）という。

### 日本法での株式の内容
日本の会社法では、すべての株式の内容として特別な内容の株式を発行することや（会社法107条）、権利の内容が異なる2種類以上の株式を発行すること（種類株式、会社法108条）が認められている。
株式会社は発行する全部の株式の内容として次の内容を定めることができる（会社法第107条）。
1. 譲渡制限株式
2. 取得条項付株式
3. 取得請求権付株式

これらは種類株式として設定することもできるが、定款に定められたすべての株式が均一な内容である場合には種類株式ではない。
また、株式会社は次に掲げる事項について内容の異なる二以上の種類の株式を発行することができる（会社法第108条）。
1. 剰余金配当優先株式（または劣後株式）
2. 残余財産分配優先株式（または劣後株式）
3. 議決権制限株式
4. 譲渡制限株式
5. 取得請求権付株式
6. 取得条項付株式
7. 全部取得条項付種類株式
8. 拒否権付種類株式
9. 取締役・監査役選任権付種類株式

### 米国法での株式の内容
アメリカの模範会社法には優先株や無議決権株式の規定がある。
優先株（Preferred Shares）は利益配当や会社資産の分配のいずれかもしくは両方で普通株に優先する株式である。
無議決権株式（Non-Voting Shares）については多くの州で議決権を有する株式を一種類に限定するか議決権を有しない株式を一種類に限って定めることができるとしている。

## 株式の発行‐株式の消却

### 株式の発行
株式の発行は、原則として、会社が株主になろうとする者を募集し、申込みを行った者の全部または一部に対して株式を割り当て、これらの者と引受契約を締結する。株式を引き受けた株式引受人は払込義務を生じる。株式引受人は会社設立の場合は会社成立時、新株発行の場合はその効力発生時に株主となる。

### 株式の譲渡
人々は収益の分配を条件に資本の提供（投資）を勧誘されても、いつでも容易に資本を回収できる手段がない限り投資には応じにくい。株式会社制度では資本の回収を株式の譲渡によって行うことができる。

### 株式の消却
会社が特定の株式を消滅させる行為を株式の消却という。日本では会社法の制定までは株主が保有する株式を株主が保有したまま消却する強制消却制度があったが、会社法では消却できるのは自己株式のみとなった（株主が保有する株式については取得条項付株式などとすることで会社が株式を取得した上で消却する）。

## 関連法律
- 株券等の保管及び振替に関する法律（証券保管振替制度）
- 社債、株式等の振替に関する法律